# Richard M. Meyer

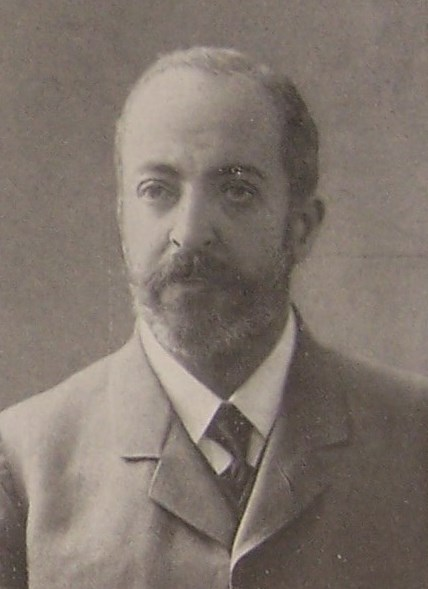
Richard Moritz Meyer

Richard Moritz Meyer, född den 5 juli 1860 i Berlin, död där den 8 oktober 1914, var en tysk litteraturhistoriker. 
Meyer studerade germansk filologi för bland andra Scherer och blev 1886 docent vid Berlins universitet, där han 1903 utnämndes till extra ordinarie professor i tyska språket och litteraturen. Meyer utövade en omfattande författarverksamhet, som sträckte sig till högst olika delar av germanistiken. Jonathan Swift und G. C. Lichtenberg, Zwei Satiriker des achtzehnten Jahrhunderts (1886), Deutsche Charaktere (1897), Gestalten und Probleme (1904), Aufsätze (2 band, 1912) samt de stora arbetena Goethe (1894; 3:e upplagan 1905) och Die deutsche Litteratur im 19. Jahrhundert (1899; 4:e upplagan 1909, folkupplaga 1912) tillhör den tyska litteraturhistorien. Stilistiska och metriska ämnen behandlas i Grundlagen des mittelhochdeutschen Strophenbaus (1886), Die altgermanische Poesie, nach ihren formelhaften Elementen beschrieben (1889) och Deutsche Stilistik (1906). Den kultur- och språkhistoriska 400 Schlagworte (1901), bibliografin Grundriss der neueren deutschen Litteraturgeschichte (1902; 2:a upplagan 1907) och det religionsvetenskapliga Altgermanische Religionsgeschichte (1910) samt ett utomordentligt stort antal tidskriftsuppsatser vittnar om hans mångsidiga lärdom och systematiserande läggning. Hans sista arbeten var Nietzsche (1912) och Die Weltliteratur im 20. Jahrhundert.